# Chloe x Halle
Chloe x Halle là một bộ đôi R&B bao gồm 2 chị em Chloe và Halle Bailey. Trong độ tuổi còn trẻ, 2 chị em thường diễn xuất với nhiều vai diễn nhỏ trước khi chuyển từ Mableton, Georgia đến Los Angeles vào năm 2012. Cả hai bắt đầu đăng các bản cover nhạc lên YouTube và được Beyoncé phát hiện và dìu dắt, cô trở thành người cố vấn của họ và bộ đôi đã ký hợp đồng với công ty của cô là Parkwood Entertainment. Sau đó, họ phát hành mini album Sugar Symphony (2016) và mixtape The Two of Us (2017).
Bộ đôi ngày càng nổi tiếng sau khi cùng xuất hiện trong bộ phim sitcom Grown-ish (2018–nay) và phát hành album đầu tay The Kids Are Alright (2018), sản phẩm được đề cử cho 2 giải Grammy Awards, bao gồm Nghệ sĩ mới xuất sắc nhất và Album đương đại thành thị xuất sắc nhất. Năm 2020, họ phát hành album phòng thu thứ hai Ungodly Hour và nhận được đánh giá tích cực từ giới phê bình, mang về cho họ 3 đề cử tại giải Grammy, bao gồm Album R&B xuất sắc nhất, Bài hát R&B xuất sắc nhất cho "Do It" và Trình diễn R&B truyền thống xuất sắc nhất cho "Wonder What She Thinks of Me". Đĩa đơn chính "Do It" của album là bài hát đầu tiên của bộ đôi ra mắt trên bảng xếp hạng Billboard Hot 100 và Hot R&B/Hip-Hop Songs, lần lượt đạt vị trí cao nhất là 63 và 23. Album lần lượt đạt vị trí số 16 và vị trí số 11 trên bảng xếp hạng Billboard 200 và Top R&B/Hip-Hop Albums, trở thành album có thứ hạng cao nhất của bộ đôi trên Billboard 200 cũng như album đầu tiên của bộ đôi ra mắt trên Top R&B/Hip-Hop Albums.

## Danh sách đĩa nhạc
- The Kids Are Alright (2018)
- Ungodly Hour (2020)

## Lưu diễn
Nghệ sĩ mở màn
- Beyoncé – The Formation World Tour (2016)[4]
- Andra Day – Cheers to the Fall Tour (2016)[5]
- Jay-Z và Beyoncé – On the Run II Tour (2018)[6]

## Danh sách phim

### Phim điện ảnh
| Năm  | Tên                      | Chloe                       | Halle                       | Ghi chú | Chú thích         |
| ---- | ------------------------ | --------------------------- | --------------------------- | ------- | ----------------- |
| 2003 | The Fighting Temptations | Young Lilly                 | —                           |         | [ cần dẫn nguồn ] |
| 2006 | Last Holiday             | Anna                        | Tina                        |         | [ cần dẫn nguồn ] |
| 2008 | Meet the Browns          | Tosha                       | —                           |         | [ cần dẫn nguồn ] |
| 2009 | Gospel Hill              | Anna                        | —                           |         | [ cần dẫn nguồn ] |
| 2012 | Let It Shine             | Thành viên dàn đồng ca      | Thành viên dàn đồng ca      |         | [ cần dẫn nguồn ] |
| 2012 | Joyful Noise             | Thành viên dàn đồng ca OLPT | Thành viên dàn đồng ca OLPT |         | [ cần dẫn nguồn ] |
| TBA  | The Little Mermaid       | —                           | Princess Ariel              |         | [ 7 ]             |
| TBA  | The Georgetown Project   | Blake Holloway              | —                           |         | [ 8 ]             |

### Truyền hình
| Năm      | Tên                                    | Chloe      | Halle      | Ghi chú                        | Chú thích         |
| -------- | -------------------------------------- | ---------- | ---------- | ------------------------------ | ----------------- |
| 2007     | Tyler Perry's House of Payne           | —          | Tiffany    | Tập: "Why Can't We Be Friends" | [ cần dẫn nguồn ] |
| 2012     | The Ellen Show                         | Chính mình | Chính mình | Tập ngày "9 tháng 4 năm 2020"  | [ 9 ]             |
| 2013     | Austin & Ally                          | Chính mình | Chính mình | Tập: "Moon Week & Mentors"     | [ cần dẫn nguồn ] |
| 2016     | Lemonade                               | Chính mình | Chính mình | Segment: "All Night" intro     | [ cần dẫn nguồn ] |
| 2018     | Wild 'n Out                            | Chính mình | Chính mình | Tập: "Chloe x Halle"           | [ 10 ]            |
| 2018–nay | Grown-ish                              | Jazlyn     | Skylar     | 34 tập                         | [ 11 ]            |
| 2020     | The Disney Family Singalong: Volume II | Chính mình | Chính mình |                                | [ cần dẫn nguồn ] |

## Giải thưởng và đề cử
| Năm  | Giải thưởng               | Hạng mục                                          | Đề cử cho             | Kết quả   | Chú thích |
| ---- | ------------------------- | ------------------------------------------------- | --------------------- | --------- | --------- |
| 2012 | Radio Disney Music Awards | The Next Big Thing                                | Chính mình            | Đoạt giải | [ 12 ]    |
| 2017 | NAACP Image Awards        | Outstanding New Artist                            | Chính mình            | Đề cử     | [ 13 ]    |
| 2018 | BET Awards                | Best Group                                        | Chính mình            | Đề cử     | [ 14 ]    |
| 2018 | BET Awards                | Her Award                                         | The Kids Are Alright  | Đề cử     | [ 14 ]    |
| 2018 | MTV Video Music Awards    | Best New Artist                                   | Chính mình            | Đề cử     | [ 15 ]    |
| 2018 | MTV Video Music Awards    | Push Artist of the Year                           | Chính mình            | Đề cử     | [ 15 ]    |
| 2018 | MTV Europe Music Awards   | Best Push Artist                                  | Chính mình            | Đề cử     | [ 16 ]    |
| 2018 | Soul Train Music Awads    | Album of the Year                                 | The Kids Are Alright  | Đề cử     | [ 17 ]    |
| 2019 | Grammy Award              | Best New Artist                                   | Chính mình            | Đề cử     | [ 18 ]    |
| 2019 | Grammy Award              | Best Urban Contemporary Album                     | The Kids Are Alright  | Đề cử     | [ 18 ]    |
| 2019 | Berlin Music Video Award  | Best Editor                                       | The Kids Are Alright  | Third     | [ 19 ]    |
| 2019 | BET Awards                | Best Group                                        | Chính mình            | Đề cử     | [ 20 ]    |
| 2020 | NAACP Image Awards        | Outstanding Supporting Actress in a Comedy Series | Grown-ish (for Halle) | Đề cử     | [ 21 ]    |
| 2020 | BET Awards                | Best Group                                        | Chính mình            | Đề cử     | [ 22 ]    |
| 2020 | MTV Video Music Award     | Best R&B                                          | "Do It"               | Đề cử     | [ 23 ]    |
| 2020 | MTV Video Music Award     | Best Quarantine Performance                       | "Do It"               | Đề cử     | [ 23 ]    |
| 2020 | MTV Video Music Award     | Best Group                                        | Chính mình            | Đề cử     | [ 23 ]    |